# الاحتلال الهنغاري لمقاطعات يوغوسلافية

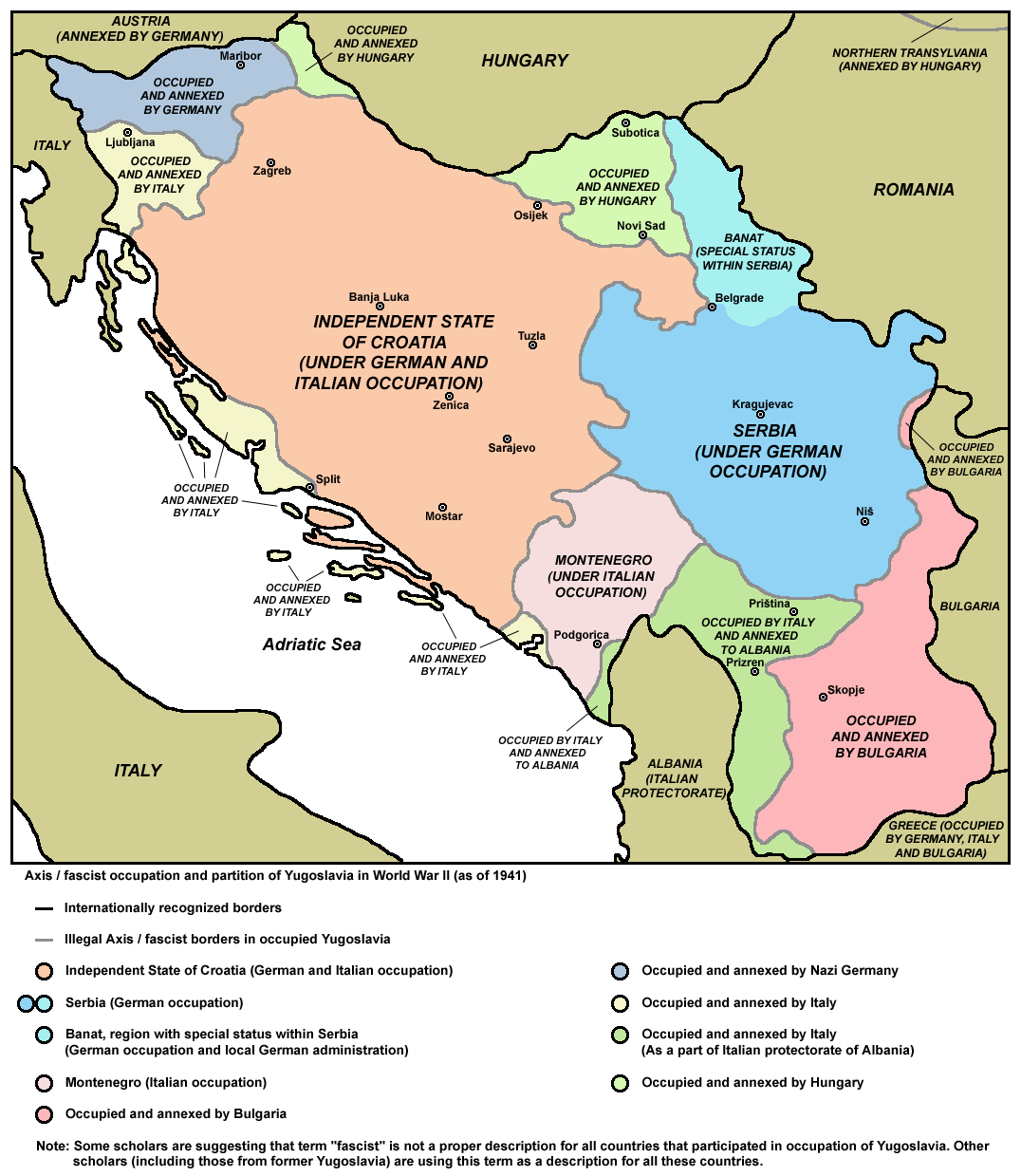
الاحتلال الفاشي ليوغوسلافيا.

خلال الحرب العالمية الثانية، مارست المملكة الهنغارية احتلالًا عسكريًا أتبعَه ضمٌّ لمقاطعات باتشكا، وبارانيا، وماجيموريه، وبريكمورج التابعة لمملكة يوغوسلافيا. كانت جميع تلك الأراضي خاضعة للحكم المجري قبل العام 1920، ونُقلت سيادتها إلى يوغوسلافيا ضمن إطار معاهدة تريانون التي أعقبت الحرب العالمية الأولى. وفي الوقت الحاضر تنتمي هذه المقاطعات لعدة دول: باتشكا اليوغوسلافية هي جزء من فويفودينا، وهي مقاطعة ذاتية الحكم ضمن صربيا، وبارانيا اليوغوسلافية هي جزء من كرواتيا المعاصرة، وبريكمورج اليوغوسلافية هي جزء من سلوفينيا المعاصرة. بدأ الاحتلال المجري في 11 أبريل 1941 عندما عبر 80,000 جندي هنغاري الحدود اليوغوسلافية دعمًا لغزو دول المحور الذي تقوده ألمانيا ليوغوسلافيا، والذي بدأ قبل خمسة أيام من تاريخه. واجهت القوات الهنغارية مقاومةً بسيطةً غير نظامية من الصرب المنضوين في فصائل تشينيك للجيش اليوغسلافي، إنما كانت دفاعات الجيش اليوغوسلافي الملكي قد انهارت بحلول ذلك الوقت.
تلقّت القوات المجرية مساعدةً غير مباشر من طرف السكان الفولكس دويتشه المحليين، من الأقلية الألمانية والذين شكلوا ميليشياتٍ ونزعوا سلاحَ ما يقرُب مِن 90,000 جندي يوغسلافي. رغم عدم مواجهتها مقاومةً منظمةً تُذكر، فقد قتلت القوات الهنغارية العديد من المدنيين خلال تلك العمليات الأولية، ولم تستثنِ منهم بعض الفولكس دويتشه. وافقت حكومة الدولة الدمية المشكّلة حديثًا والتي انضمت لدول المحور، دولة كرواتيا المستقلة، وافقت فيما بعد على الضمّ الهنغاري لمنطقة ماجيموريه، وهو ما خيّب آمال السكان الكروات في المنطقة.
على الفور، عمِدت سلطات الاحتلال الهنغاري إلى تصنيف سكان باتشكا وبارانيا إلى أولئك الذين كانوا يعيشون في المنطقة إبّان خضوعها لآخر مرة للحكم الهنغاري في العام 1920، وأولئك والمستوطنين الصرب الذين جاؤوا إليها عندما كانت المناطق تابعةً ليوغوسلافيا. ثم بدأوا في حشد الآلاف من السكان الصرب المحليين في معسكرات الاعتقال وطردهم إلى دولة كرواتيا المستقلة، والجبل الأسود التي تحتلها إيطاليا، وأراضي صربيا التي تحتلها ألمانيا. في نهاية المطاف، رُحِّل عشرات الآلاف من الصرب من الأراضي المحتلة. تلا ذلك تطبيق سياسة «الهنغَرَة» لكافة مناحي الحياة السياسية، والاجتماعية، والاقتصادية في الأراضي المحتلة، والتي كانت تعني إعادة توطين الهنغاريين وأقلية سيكلي الهنغارية من مناطق هنغارية عدّة. لم تؤثر سياسة «الهنغَرَة» على الفولكس دويتشه، الذين حصلوا على وضع خاص في ظلّ الحكم الهنغاري؛ وفي بريكمورجي، تبنّت السلطات الهنغارية موقفًا أكثر تسامحًا تجاه الإثنية السلوفينية.
في النصف الثاني من العام 1941، بدأت المقاومة المسلحة على نطاق ضيق للاحتلال الهنغاري، فواجهتها القوات الهنغارية بتدابير قاسية، تضمنّت حالات الإعدام بإجراءات موجزة، والنفي، والاعتقال. تركزت حركة التمرد بصورة أساسية في المنطقة التي تقطنها إثنية الصرب في جنوب باتشكا في منطقة شايكاشكا، حيث شرعت القوات الهنغارية بالانتقام بسبب خسائرها. في أغسطس 1941، اضطلعت إدارة مدنية حكومة بمسؤولية حُكم «المقاطعات الجنوبية المستردّة»، وضُمّت بشكل رسمي إلى هنغاريا في ديسمبر. في يناير 1942، نفّذ الجيش الهنغاري عمليات مداهمةٍ أسفرت عن مقتل أكثر من 3,300 شخص، معظمهم من الصرب واليهود.
في مارس من العام 1944، عندما أدركت هنغاريا أنها تصطفّ على الجانب الخاسر في الحرب وبدأت التفاوض مع الحلفاء، احتلت ألمانيا البلاد، بما في ذلك الأراضي المستولى عليها، خلال عملية مارغريت الأولى. تبع ذلك ترحيلٌ لمَن تبقّى من اليهود في الأراضي المحتلة إلى معسكرات الإبادة، مما أدى إلى مقتل 85% من اليهود في الأراضي المحتلة. قبل انسحابهم من البلقان أمام تقدم الجيش الأحمر السوفييتي، أجلى الألمان ما بين 60,000 إلى 70,000 من أقلية الفولكس دويتشه من باتشكا وبارانيا إلى النمسا. استردّت يوغسلافيا باتشكا وبارانيا عندما طرد الجيش الأحمر الألمان من المنطقة في أواخر العام 1944. في حين بقيت ماجيموريه وبريكمورج خاضعتين للاحتلال حتى الأسابيع الأخيرة من الحرب.

## خلفية تاريخية
في مؤتمر باريس للسلام بعد انتهاء الحرب العالمية الأولى، وقعت دول الوفاق الثلاثي معاهدة تريانون مع هنغاريا بعد تفكك الإمبراطورية النمساوية-المجرية. من بين الأمور المتناوَلة، رسّمت المعاهدة الحدود بين هنغاريا ومملكة الصرب، والكروات، والسلوفينيين المنشأة حديثًا (والتي أعيدت تسميتها إلى مملكة يوغوسلافيا في العام 1929). ووزّعت المناطق التي كانت خاضعة سابقًا للحكم المجري، وهي بانات، وباتشكا وبارانيا على كلٍّ من المجر، ومملكة الصرب، والكروات، والسلوفينيين، ورومانيا. ونقلت السيادة على منطقة ماجيموريه وما يقرب من ثلثيّ منطقة بريكمورج من المجر إلى مملكة الصرب، والكروات، والسلوفينيين. بقيت أعداد كبيرة من المجريين والفولكس دويتشه في المناطق التي أُلحقت بمملكة الصرب، والكروات، والسلوفينيين. بين الأعوام 1918 و1924، رُحِّل ما مجموعه 44,903 مجريًا (شمل ذلك 8,511 موظفًا حكوميًا) إلى هنغاريا من الأراضي التي نُقلت سيادتها إلى يوغوسلافيا؛ وحرصت الحكومة اليوغسلافية على توطين ما يقرب من 10,000 مستوطن عسكري يوغوسلافي (ممن يُعرف باسم متطوعي سالونيكا)، والذين كان معظمهم من الصرب، في باتشكا وبارانيا. خلال فترة ما بين الحربين، ضغطت هنغاريا من أجل مراجعة الحدود المتفق عليها بموجب معاهدة تريانون، واتّسمت العلاقات بين البلدين بالتوتّر. في 22 أغسطس 1938، وافقت تشيكوسلوفاكيا، ورومانيا، ويوغوسلافيا على تعديلِ معاهدة تريانون (اتفاقية بليد 1938) التي سمحت لهنغاريا بإعادة تسليح نفسها.

### الخصائص السكانية
قبل الاحتلال، كان آخر إحصاء رسمي يوغوسلافي لسكان المنطقة يعود للعام 1931. اعتمد ذلك الإحصاء السكاني اللغةَ كمعيار أساسي، وأحصى جميع المتحدثين باللغة الصربية الكرواتية باعتبارهم مجموعة واحدة، وذلك بدلًا من الاعتراف بوجود قوميات متمايزة من الصرب، والكروات، والبوسنيين المسلمين، والمقدونيين، ومواطني الجبل الأسود. وعن طريق مواءمة البيانات المتعلقة بالانتماءات الدينية مع البيانات اللغوية، حدّد المختصون الأعداد التقريبية للصرب والكروات في إحصاء السكان للعام 1931، واعتبروا أن جميع الروم الكاثوليك هم كروات.
وفقًا لإحصاء السكان للعام 1931، بلغ مجموع سكان إقليمي باتشكا وبارانيا 837,742 نسمة. وشمل ذلك ما بين 275,014 و283,114 هنغاريًا، وما بين 185,458 و194,908 من الفولكس دويتشه. لهذا السبب، كان الهنغاريون يشكلون ثلث سكان هذه الأراضي تقريبًا، في حين أن عدد سكان الفولكس دويتشه كان تحت الربع بقليل. وفقًا للمؤرخ الدكتور كريستيان أونغفاري، أظهر الإحصاء السكاني للعام 1931 أن سكان باتشكا وبارانيا، كان منهم 150,301 صربيًا، و3,099 كرواتيًا. وهذا يعادل نسبةً تبلغ 18% تقريبًا من السكان الصرب. وتختلف هذه الأرقام اختلافًا كبيرًا عن مجموع السكان الصرب والكروات البالغ عددهم 305,917 وفقًا لما قدّمه البروفيسور جوزو توماسيفيتش، أي ما يعادل نسبة 36.5% من السكان. وتظهر الأرقام الإجمالية من الإحصاء السكاني للعام 1931 في ماجيموريه زبريكمورج عدد السكان البالغ 193,640 نسمة، منهم 101,467 (52.5%) من الكروات، و75,064 (38.7%) من السلوفينيين، و15,308 (8%) من الهنغاريين.